# Heinrich Müller (gestapo)
Heinrich Müller (28. dubna 1900, Mnichov – datum úmrtí neznámé, pravděpodobně začátkem května 1945, Berlín) byl v letech 1939–1945 šéfem gestapa a v roce 1939 iniciátorem přepadení radiostanice v Gliwicích. V řadách SS obdržel hodnost SS-Gruppenführer und Generalleutnant der Polizei.

## Mládí, první světová válka a počátky u policie a SS
Syn Aloise Müllera, úředníka četnictva, narodil se v Mnichově. Po základní školní docházce nastoupil do učení na leteckého mechanika, které ukončil v roce 1917 a hned poté nastoupil na krátkou dobu do firmy Bayerische Flugzeugwerke. V červnu 1917 vstoupil do válečného letectva, kde sloužil jako pozorovatel pro dělostřelectvo. Z armády byl propuštěn v listopadu 1919 jako Unteroffizier (desátník).
Po válce se rozhodl vstoupit do služeb bavorské policie v Mnichově, se kterou se účastnil potlačení komunistických demonstrací a byl svědkem toho, jak stoupenci revoluční armády Bavorské republiky rad vraždili rukojmí. Z této zkušenosti začala pramenit jeho celoživotní nenávist ke komunismu. V roce 1929 se stal policejním tajemníkem a v roce 1933 byl již kriminálním inspektorem. Při službě na politickém oddělení mnichovské policie se seznámil s mnoha nacistickými představiteli, jako například s Heinrichem Himmlerem nebo Reinhardem Heydrichem.
Poté, co se nacisté dostali v roce 1933 k moci, byl povolán Heydrichem pod jeho vedení do SD. V roce 1934 vstoupil do SS. Díky doporučení od Heydricha zaznamenal v gestapu velmi rychlý postup, od roku 1939 se stal jeho šéfem. V té době získal svoji přezdívku „Müller od Gestapa“. V roce 1939 byl společně s Heydrichem organizátorem fingovaného přepadení radiostanice v Gliwicích.  

## Válka

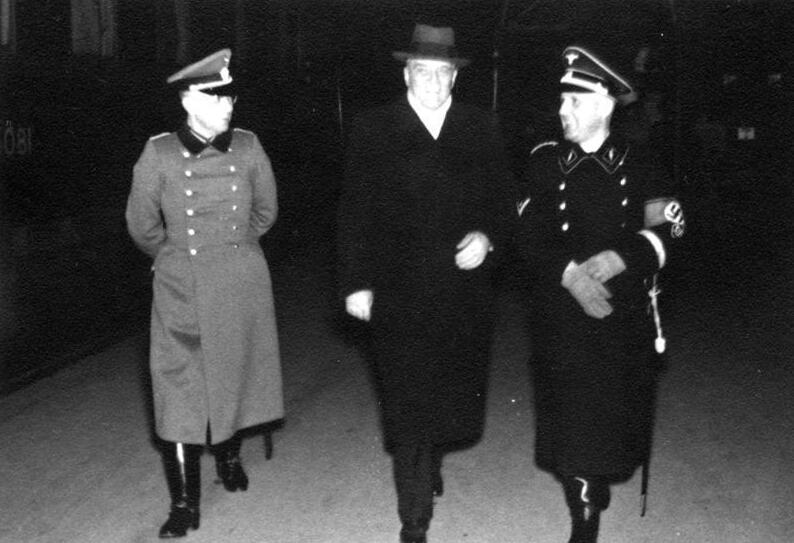
vpravo Heinrich Müller.

V lednu 1942 se zúčastnil konference ve Wannsee, na níž se rozhodlo o masovém vyvraždění Židů. V roce 1942 odhalil a infiltroval odbojovou a špionážní síť Rudou kapelu. Začátkem roku 1943 začal podezřívat admirála Canarise, šéfa Abwehru z protistátní činnosti, ale na rozkaz Himmlera musel tuto kauzu odložit. Po 20. červenci 1944 vedl vyšetřování spiknutí proti Hitlerovi, které vyústilo v zatčení asi 5000 lidí a popravě 200 z nich.
Na konci války v Evropě stále zůstal v Hitlerově bunkru v Berlíně, kde byl spatřen naposledy 30. dubna 1945. Dnes existují čtyři domněnky o tom, co se následně stalo:
- Müller byl zabit nebo se zabil a jeho tělo nebylo do dnešních dnů nalezeno, tj. podobný případ jako s Martinem Bormannem.
- Müller se dostal z obklíčeného Berlína a schoval se do ústraní (např. Jižní Amerika), kde nebyl ani po své smrti odhalen.
- Müller byl rekrutován a s novou identitou začal pracovat jako tajný agent v USA nebo Sovětském svazu. Podobný případ jako s Reinhardem Gehlenem.
- Müller byl pohřben v masovém hrobě na židovském hřbitově v Berlíně.[1]

## Obraz v kultuře
Heinrich Müller je jednou z hlavních postav sovětského televizního seriálu Sedmnáct zastavení jara, kde ho hrál Leonid Broněvoj. Zatímco jiní čelní nacističtí představitelé jsou v seriálu zobrazeni poměrně přesně, seriálový Müller má s historickým společné jen jméno a hodnost, autoři seriálu totiž neměli o jeho osobě dostatek informací.

## Shrnutí vojenské kariéry

### Data povýšení
- Gefreiter – červen, 1917
- Unteroffizier – červen, 1918
- SS-Untersturmführer – duben, 1934
- SS-Obersturmführer – 4. července, 1934
- SS-Standartenführer
- SS-Oberführer
- SS-Brigadeführer und Generalmajor der Polizei
- SS-Gruppenführer und Generalleutnant der Polizei – 9. listopad, 1941

### Významná vyznamenání
- Rytířský kříž válečného záslužného kříže s meči – 15. listopad, 1944
- Pruský železný kříž I. třídy (První světová válka)
- Pruský železný kříž II. třídy (První světová válka)
- Královský bavorský pilotní odznak (První světová válka)
- Královský bavorský válečný záslužný kříž II. třídy s meči a korunou (První světová válka)
- Spona k pruskému železnénu kříži I. třídy – 29. říjen, 1940
- Spona k pruskému železnénu kříži II. třídy – 29. říjen, 1940
- Zlatý stranický odznak – 31. květen, 1939
- Válečný záslužný kříž I. třídy s meči
- Válečný záslužný kříž II. třídy s meči
- Kříž cti
- Medaile za Anschluss
- Sudetská pamětní medaile
- Sportovní odznak SA v bronzu
- Policejní služební odznak ve zlatě
- Služební vyznamenání NSDAP v bronzu
- Německý olympijský odznak I. třídy